# Diplazium leptocarpon
Diplazium leptocarpon är en majbräkenväxtart som beskrevs av Antoine Laurent Apollinaire Fée.
Diplazium leptocarpon ingår i släktet Diplazium och familjen Athyriaceae. Inga underarter finns listade i Catalogue of Life.